# 峰岸米造
峰岸 米造（みねぎし よねぞう、明治3年1月26日（1870年2月26日） - 1947年（昭和22年）1月10日）は、日本の教育者。戦前に日本史・世界史の教科書を編纂し、全国の中学校・師範学校で用いられた。

## 人物
明治3年（1870年）1月26日、上野国勢多郡力丸村（現群馬県前橋市力丸町）の農家、小島倉右衛門とナカの五男（8人きょうだいの末子）として生まれる。後に母方の姓・峰岸に改めた。明治7年（1874年）村に小学校が出来、姉が通い始めたので自身も通い始めた。明治14年（1881年）から元伊勢崎藩の儒学者・新井雀里に教えを受ける。明治17年（1884年）年齢を偽って小学校教員の検定試験を受験し合格し、桐生小学校校長井上圭太郎の招きで1年間教鞭を執った後、明治18年（1885年）桐生西小学校の訓導兼校長となる。この間桐生の高山玄祐の英学塾で英語を、前橋の蜂須長五郎の幽谷義塾で数学を学ぶ。群馬師範学校を卒業後、東群馬・南勢多郡立高等小学校の訓導として勤務。明治27年（1894年）東京高等師範学校卒業後、東京府尋常師範学校で地理と歴史を教えた。前橋中学校長沢柳政太郎の招きで明治30年（1897年）、群馬県立尋常中学校群馬分校の創設にあたり、分校主任となった。明治31年（1898年）東京高等師範学校附属中学校（現・筑波大学附属中学校・高等学校）教諭となり、明治34年（1901年）には教授となった。明治42年（1909年）高等師範学校の生徒監となり、剣道部の設置、剣道の正課採用に尽力した。昭和4年（1929年）から東京文理科大学講師を兼任。昭和12年（1937年）退官し従三位勲二等に叙せられ、名誉教授の称号を授与された。高等師範学校退職後は海軍経理学校嘱託教授となるが、昭和16年（1941年）辞職。昭和22年（1947年）1月10日死去。墓所は多摩墓地で、郷里の善昌寺にも分骨された。

## 栄典
- 1908年（明治41年）6月25日 - 勲六等瑞宝章[15][16]
- 1912年（明治45年）6月27日 - 勲五等瑞宝章[17]
- 1918年（大正7年）7月26日 - 勲四等瑞宝章[17]
- 1921年（大正10年）7月1日 - 勅任官待遇[13]
- 1924年（大正13年）5月25日 - 勲三等瑞宝章[13]
- 1935年（昭和10年）4月10日 - 勲二等瑞宝章[18][19]
- 1937年（昭和12年）3月31日 - 従三位[20]

## 編著書
- 『本邦制度史』碓氷郡第二区乙種学事会筆記 栄林堂 1898
- 『西洋史綱』箕作元八共著 六盟館 1899
- 『西洋史参照図画 附・系図年表』箕作元八共著 六盟館 1899
- 『内国史綱』編 六盟館 1899
- 『本邦史綱』編 六盟館 1900
- 『国史教科書』編 六盟館 1901
- 『西洋略史』箕作元八共著 六盟館 1902
- 『日本略史』編 六盟館 1904
- 『西洋史講義要領』編 1905
- 『日本上古史講義』1906
- 『日本史教科書参照図 女子用』編 光風館 1909
- 『女子用外国史教科書 東洋篇』編 光風館書店 1913
- 『日本歴史 師範学校歴史教科書』六盟館 1916
- 『国史講座 古代史』受験講座刊行会 1930
- 『国史講話』日本製紙 1936
- 『女性国史読本』六盟館 1940
- 『日本近世百年史』東華書房 1942
- 『輝く皇国史』三省堂 1944